# 2008 dans les chemins de fer
Chronologie des chemins de fer
2007 dans les chemins de fer - 2008 - 2009 dans les chemins de fer

## Évènements
- 2 février.  France :   mise en service des B 82500 Transilien sur la relation Paris-Est - Provins via Gretz-Armainvilliers et Longueville de la ligne P.
- 25 avril.  France :   Alstom reçoit une commande de tram-trains Citadis Dualis effectuée par la SNCF pour le compte des régions Pays-de-la-Loire et Rhône-Alpes. Ce contrat porte sur 169 rames.
- 11 avril.  Belgique :   la SNCB signe un contrat chez Siemens Transportation Systems d'une valeur de 1,425 milliard d'euros pour 305 Desiro ML.
- 10 mai.  Roumanie :   un train déraille sur un aiguillage.  [réf. nécessaire]
- 2 juin.  France :   à Allinges en Haute-Savoie, un train TER percute un autocar transportant des enfants sur un passage à niveau.
- 14 juin.  France :   prolongement de la ligne 13 du métro de Paris jusqu'à Asnières - Gennevilliers - Les Courtilles.
- 11 juillet.  France :   inauguration de l'électrification de la Ligne de Vierzon à Saint-Pierre-des-Corps.
- 1er juillet.  Nouvelle-Zélande :   Rachat de l'entreprise privée Toll Rail pour 665 millions de dollars afin de créer une entreprise publique de chemins de fer.
- 1er octobre.  Nouvelle-Zélande :   Naissance de KiwiRail, société publique du chemin de fer Néozélandais.

## Décès
- 2 décembre: Jacques Pélissier (né le 4 février 1917), président de la SNCF de 1975 à 1981.